# 5766 (année hébraïque)
5766 (hébreu : ה'תשס"ו , abbr. : תשס"ו) est une année hébraïque qui a commencé à la veille au soir du 4 octobre 2005 et s'est finie le 22 septembre 2006. Cette année a compté 354 jours. Ce fut une année simple dans le cycle métonique, avec un seul mois de Adar. Ce fut la cinquième année depuis la dernière année de chemitta.
En l'an 5766, l'État d'Israël a fêté ses 58 ans d'indépendance.

## Calendrier
Ce calendrier hébraïque de l'année 5766 donne les correspondances avec les dates du calendrier grégorien.
Le premier nombre dans chaque case correspond au jour du mois hébraïque. Les jours en couleurs sont des jours remarquables juifs ou israéliens.
| ◄◄ | 5766 | ►► |

## Événements
- Élections législatives israéliennes de 2006

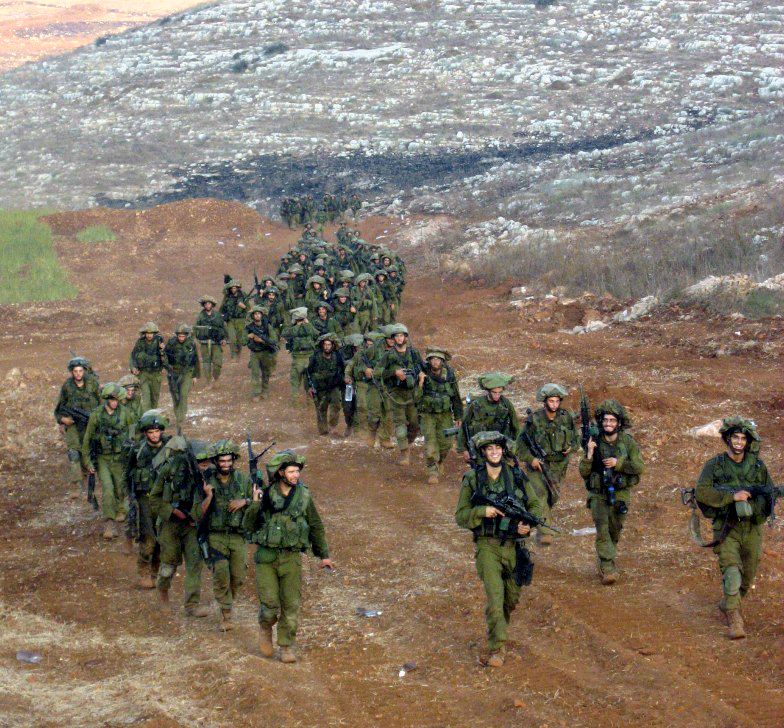
Conflit israélo-libanais de 2006.

- Conflit israélo-libanais de 2006

## Décès
- Shelley Winters
- Itzhak Kadouri
- Shoshana Damari
- Rudolf Vrba
- Joe Rosenthal

5761 - 5762 - 5763 - 5764 - 5765 - 5766 - 5767 - 5768 - 5769 - 5770 - 5771